# 1 korona czechosłowacka (1991)
1 korona (cz. i słow. 1 koruna) – czechosłowacka moneta obiegowa o nominale 1 korony bita w latach 1991–1992 i wycofana w roku 1993. Autorami projektu byli Miroslav Rónai oraz Marie Uchytilová-Kučová.

## Wzór
Zasadniczą część awersu zajmował herb Czeskiej i Słowackiej Republiki Federacyjnej – w polu czwórdzielnym naprzemiennie ułożony czeski koronowany lew o podwójnym ogonie oraz słowackie trójwzgórze z krzyżem patriarszym. Powyżej zapisano skrót nazwy kraju („ČSFR”), u dołu zaś rok bicia. Po obu stronach tarczy herbowej wolne miejsce wypełniono lipowymi gałązkami. Oznaczenie projektanta Miroslava Rónaia – inicjał „R” – zamieszczono poniżej daty.
Na rewersie monety znalazła się przyklękająca postać kobieca prawą ręką sadząca lipowe drzewko. W drugiej dłoni trzyma łopatę oraz kolejne sadzonki. Po lewej stronie monety, powyżej drzewka umieszczono dużą arabską cyfrę 1 oznaczającą wartość nominalną. U dołu, wzdłuż krawędzi monety zamieszczono oznaczenie projektanta, inskrypcję „M•KUČOVÁ”.

## Nakład
Moneta według projektu z 1991 roku stanowiła kolejną modyfikację korony z 1957. Zmiana wzoru awersu spowodowana była odejściem od socjalistycznej nomenklatury i symboliki po upadku komunizmu. W zarządzeniu Banku Państwowego z dnia 14 lutego 1991 r. przewidziano, że nowe monety będą posiadały te same parametry fizyczne co wcześniejsze warianty, z uwzględnieniem jednak nowego herbu państwowego. Tym samym zastosowanie miały tu wytyczne zawarte w  zarządzeniu Ministra Finansów z 23 czerwca 1957 r. W konsekwencji korony bito krążków ważących 4 gramy (±1,5%; z 1 kilograma wytwarzano 250 sztuk). W cytowanym akcie prawnym ustalono także, że monety wywarzane będą z brązalu o składzie Cu91Al8Mn1. Dopuszczono odchylenia od wskazanej zawartości glinu (±1%) oraz manganu (±0,2%). Zarządzenie określiło także średnicę monety – 23 mm – oraz jej ząbkowany rant. Grubość jednokoronowych monet wyniosła ok. 1,6 mm.
Bite w mennicy w Kremnicy monety zostały wyemitowane wraz z pozostałymi nominałami, 1 kwietnia 1991 roku, stanowiąc kontynuację poprzednich wariantów z 1957 i 1961 roku. Wyprodukowano zaledwie dwa roczniki w łącznej liczbie przekraczającej 40 mln sztuk. Monety wzoru z 1991 uległy denominacji już po rozpadzie Czechosłowacji jednocześnie ze swoimi poprzednikami z 1957 i 1961 roku – w Czechach z końcem września i na Słowacji w połowie października roku 1993.